# Малета
Мале́та (рос. Малета) — село у складі Петровськ-Забайкальського району Забайкальського краю, Росія. Адміністративний центр Малетинського сільського поселення.

## Населення
Населення — 2863 особи (2010; 2839 у 2002).
Національний склад (станом на 2002 рік):
- росіяни — 99 %